# FIDE Grand Swiss 2021
Il FIDE Grand Swiss 2021 è stata la seconda edizione del FIDE Grand Swiss, disputata a Riga dal 27 ottobre al 7 novembre del 2021.
Il torneo prevedeva 11 turni a sistema svizzero con la partecipazione di 108 iscritti, ed è stato vinto dal grande maestro franco-iraniano Alireza Firouzja. In questa edizione i primi due classificati ottenevano la qualificazione al Torneo dei candidati 2022, i classificati dal terzo all'ottavo posto si qualificavano invece al FIDE Grand Prix 2022, circuito che avrebbe assegnato altri due posti per i Candidati.
Il torneo femminile è stato vinto da Lei Tingije con 9 punti su 11, seguita da Elisabeth Paehtz con 7,5 punti, che ha prevalso per spareggio tecnico su Zhu Jiner.
Al termine dell'evento si è disputato un torneo blitz in onore dell'ex campione del mondo Mikhail Tal, nativo di Riga, che avrebbe compiuto 85 anni il 9 novembre. Il torneo, il Lindores Abbey Blitz, è stato vinto dal grande maestro ucraino Kyrylo Ševčenko (Firouzja non ha partecipato).

## COVID-19
Originariamente il torneo avrebbe dovuto disputarsi sull'Isola di Man, ma nell'agosto del 2021 la FIDE decise di trasferire la sede della seconda edizione del torneo a causa delle stringenti norme contro la pandemia di COVID-19 ancora in vigore sull'isola.
Tuttavia a pochi giorni dall'avvio del torneo la Lettonia attraversa una fase difficile della gestione della pandemia e annuncia un nuovo lockdown il 20 ottobre. La FIDE ottiene di poter disputare l'evento, accettando misure di sicurezza stringenti, ma alcuni giocatori annunciano il ritiro dal torneo.

## Criteri di qualificazione
Sono stati invitati al torneo i primi 100 di una classifica basata sulla media dei punteggi Elo in un intervallo di 12 mesi fra luglio 2020 e giugno 2021. Gli altri 14 partecipanti sono stati scelti attraverso i seguenti criteri:
- La campionessa del mondo in carica - Ju Wenjun;
- Un giocatore per ogni zona continentale - 4 giocatori;
- Wild card della FIDE - 4 giocatori;
- Wild card degli organizzatori - 5 giocatori.

## Formato
Il tempo di gioco era di 100 minuti per le prime 40 mosse, 50 minuti aggiuntivi per le successive 20 mosse, 15 minuti dalla 61ª mossa alla fine dell'incontro. Incremento di 30 secondi a mossa da mossa 1. Le patte d'accordo erano vietate prima della 30ª mossa.

### Spareggio tecnico
In caso di parità in classifica di due o più giocatori all'ultimo turno, i criteri di spareggio sarebbero stati i seguenti:
- Bucholz Cut 1;
- Bucholz;
- Sonneborn-Berger;
- Scontri diretti;
- Sorteggio.

### Montepremi
Il montepremi totale era di 425 000 dollari, distribuiti nel modo seguente:
| P. | Premio     | P.         | Premio     |
| -- | ---------- | ---------- | ---------- |
| 1º | 70 000 USD | 9º         | 14 000 USD |
| 2º | 50 000 USD | 10º        | 11 500 USD |
| 3º | 40 000 USD | 11º-15º    | 8 000 USD  |
| 4º | 35 000 USD | 16º-20º    | 5 000 USD  |
| 5º | 30 000 USD | 21º-25º    | 3 000 USD  |
| 6º | 25 000 USD | 26º-30º    | 2 500 USD  |
| 7º | 20 000 USD | 31º-30º    | 2 000 USD  |
| 8º | 17 000 USD | 17 000 USD | 17 000 USD |

## Partecipanti
Il 10 agosto 2021 la FIDE annuncia una lista di 100 qualificati e 20 riserve, il 30 settembre viene annunciata la lista dei partecipanti. Dei qualificati hanno rinunciato alla partecipazione Magnus Carlsen, Jan Nepomnjaščij, Teymur Rəcəbov, Jan-Krzysztof Duda, Sergej Karjakin (già qualificati al torneo dei candidati 2022), Ding Liren, Wang Hao (ritirato dall'attività agonistica), Viswanathan Anand, Veselin Topalov, Wesley So, Anish Giri, Leinier Domínguez, Richárd Rapport, Aleksandr Griščuk, Şəhriyar Məmmədyarov, Lê Quang Liêm. A causa del lockdown in Lettonia successivamente rinunciano al torneo anche, tra gli altri, Hikaru Nakamura e Vidit Gujrathi, nonostante il loro iniziale assenso alla partecipazione.
| P.  | Giocatore                    | Elo FIDE |
| --- | ---------------------------- | -------- |
| 1   | Fabiano Caruana              | 2800     |
| 2   | Lewon Aronyan                | 2782     |
| 3   | Alireza Firouzja             | 2770     |
| 4   | Maxime Vachier-Lagrave       | 2763     |
| 5   | Nikita Vitjugov              | 2727     |
| 6   | Andrej Esipenko              | 2720     |
| 7   | Pentala Harikrishna          | 2719     |
| 8   | Daniil Dubov                 | 2714     |
| 9   | Kirill Alekseenko            | 2710     |
| 10  | Vladimir Fedoseev            | 2704     |
| 11  | Yu Yangyi                    | 2704     |
| 12  | Parham Maghsoodloo           | 2701     |
| 13  | Jeffery Xiong                | 2700     |
| 14  | Vladislav Artemiev           | 2699     |
| 15  | Pëtr Svidler                 | 2694     |
| 16  | David Navara                 | 2691     |
| 17  | Pavlo El'janov               | 2691     |
| 18  | Radosław Wojtaszek           | 2691     |
| 19  | Jorden van Foreest           | 2691     |
| 20  | Saleh Salem                  | 2690     |
| 21  | Anton Korobov                | 2690     |
| 22  | Jurij Kryvoručko             | 2686     |
| 23  | Maksim Matlakov              | 2682     |
| 24  | Bassem Amin                  | 2681     |
| 25  | Boris Gelfand                | 2680     |
| 26  | Rauf Məmmədov                | 2673     |
| 27  | Baskaran Adhiban             | 2672     |
| 28  | Aleksandr Predke             | 2666     |
| 29  | Qədir Hüseynov               | 2665     |
| 30  | Gabriel Sargsyan             | 2664     |
| 31  | Sanan Sjugirov               | 2663     |
| 32  | Nils Grandelius              | 2662     |
| 33  | Arkadij Naiditsch            | 2660     |
| 34  | Pavel Ponkratov              | 2659     |
| 35  | Ivan Čeparinov               | 2659     |
| 36  | Rinat Dzhumabaev             | 2658     |
| 37  | David Antón Guijarro         | 2658     |
| 38  | Étienne Bacrot               | 2658     |
| 39  | David Howell                 | 2658     |
| 40  | Aleksandr Rachmanov          | 2657     |
| 41  | Jorge Cori                   | 2655     |
| 42  | Evgenij Naer                 | 2654     |
| 43  | Grigorij Oparin              | 2654     |
| 44  | Samuel Sevian                | 2654     |
| 45  | Nihal Sarin                  | 2652     |
| 46  | Andrij Volokitin             | 2652     |
| 47  | Anton Demchenko              | 2651     |
| 48  | Aleksej Sarana               | 2649     |
| 49  | Alexander Donchenko          | 2648     |
| 50  | Dariusz Świercz              | 2647     |
| 51  | Nodirbek Abdusattorov        | 2646     |
| 52  | Aryan Tari                   | 2646     |
| 53  | Ivan Šarić                   | 2644     |
| 54  | Bogdan-Daniel Deac           | 2643     |
| 55  | David Paravjan               | 2642     |
| 56  | Dommaraju Gukesh             | 2640     |
| 57  | Maxime Lagarde               | 2640     |
| 58  | Matthias Bluebaum            | 2640     |
| 59  | Krishnan Sasikiran           | 2640     |
| 60  | Amin Tabatabaei              | 2639     |
| 61  | Nicat Abbasov                | 2638     |
| 62  | Hans Niemann                 | 2638     |
| 63  | Aleksej Dreev                | 2635     |
| 64  | Vladislav Kovalëv            | 2634     |
| 65  | Arjun Erigaisi               | 2634     |
| 66  | Sandro Mareco                | 2634     |
| 67  | Jules Moussard               | 2632     |
| 68  | Kyrylo Ševčenko              | 2632     |
| 69  | Ruslan Ponomarëv             | 2631     |
| 70  | Vincent Keymer               | 2630     |
| 71  | Vasif Durarbayli             | 2629     |
| 72  | Zhou Jianchao                | 2629     |
| 73  | Alan Pichot                  | 2628     |
| 74  | Sergey Movsesyan             | 2627     |
| 75  | Mustafa Yılmaz               | 2626     |
| 76  | Martyn Kravciv               | 2625     |
| 77  | Jurij Kuzubov                | 2624     |
| 78  | Haik Martirosyan             | 2624     |
| 79  | Aleksandr Motylëv            | 2624     |
| 80  | Vladimir Oniščuk             | 2622     |
| 81  | Robert Hovhannisyan          | 2622     |
| 82  | Nodirbek Yakubboev           | 2621     |
| 83  | Panayappan Sethuraman        | 2620     |
| 84  | Rameshbabu Praggnanandhaa    | 2619     |
| 85  | Surya Shekhar Ganguly        | 2618     |
| 86  | Aravindh Chithambaram        | 2611     |
| 87  | Raunak Sadhwani              | 2609     |
| 88  | Cristobal Henriquez Villagra | 2609     |
| 89  | Samvel Ter-Sahakyan          | 2607     |
| 90  | Velimir Ivić                 | 2606     |
| 91  | Manuel Petrosyan             | 2605     |
| 92  | Ahmed Adly                   | 2602     |
| 93  | Aleksandra Gorjačkina        | 2602     |
| 94  | Mateusz Bartel               | 2597     |
| 95  | Robert Hess                  | 2591     |
| 96  | Javokhir Sindarov            | 2587     |
| 97  | Baadur Džobava               | 2582     |
| 98  | Kiril Georgiev               | 2577     |
| 99  | Arturs Neikšāns              | 2570     |
| 100 | Jonas Buhl Bjerre            | 2569     |
| 101 | Nikita Meshkovs              | 2550     |
| 102 | Temur Kuybokarov             | 2549     |
| 103 | Aydin Suleymanli             | 2541     |
| 104 | Shamsiddin Vokhidov          | 2521     |
| 105 | Ivan Morovic Fernandez       | 2510     |
| 106 | Luka Budisavljević           | 2508     |
| 107 | Fy Antenaina Rakotomaharo    | 2484     |
| 108 | Normunds Miezis              | 2467     |

## Classifica
Classifica dopo 11 turni (prime dieci posizioni):
| P. | Nome                             | Elo  | Punti | B.   |
| -- | -------------------------------- | ---- | ----- | ---- |
| 1  | Alireza Firouzja (Francia)       | 2770 | 8,0   | 68,0 |
| 2  | Fabiano Caruana (Stati Uniti)    | 2800 | 7,5   | 67,0 |
| 3  | Grigorij Oparin (CFR)            | 2654 | 7,5   | 63,5 |
| 4  | Yu Yangyi (Cina)                 | 2704 | 7,0   | 66,5 |
| 5  | Vincent Keymer (Germania)        | 2630 | 7,0   | 65,5 |
| 6  | Maxime Vachier-Lagrave (Francia) | 2763 | 7,0   | 65,0 |
| 7  | Aleksandr Predke (CFR)           | 2666 | 7,0   | 64,5 |
| 8  | Aleksej Širov (Spagna)           | 2659 | 7,0   | 64,5 |
| 9  | David Howell (Inghilterra)       | 2658 | 7,0   | 62,5 |
| 10 | Gabriel Sargsyan (Armenia)       | 2664 | 7,0   | 61,5 |

## Lindores Abbey Blitz
Il torneo blitz dedicato alla memoria di Tal prevedeva 9 turni a sistema svizzero, ognuno dei quali era composto di due partite con lo stesso avversario a colori invertiti, per un totale di 18 partite per ciascun giocatore. Il tempo di gioco era di 3 minuti, più due secondi di incremento a mossa. Il vincitore Ševčenko ha totalizzato 14 punti, precededendo in classifica Fabiano Caruana (secondo in entrambi i tornei) ed Arjun Erigaisi (terzo per spareggio tecnico) di mezzo punto. Prima tra le donne il maestro internazionale Batkhuyagiin Möngöntuul con 9 punti, seconda il maestro internazionale Dinara Säduakasova, terza la già campionessa mondiale femminile Aleksandra Kostenjuk, entrambe a 8,5 punti. In totale sono stati 120 i partecipanti.

### Montepremi Lindores
| P.      | Premio     |
| ------- | ---------- |
| 1º      | 10 000 USD |
| 2º      | 8 000 USD  |
| 3º      | 6 000 USD  |
| 4º      | 5 000 USD  |
| 5º      | 4 000 USD  |
| 6º      | 3 000 USD  |
| 7º-10º  | 2 000 USD  |
| 11º-16º | 1 000 USD  |

| P. | Premio    |
| -- | --------- |
| 1º | 3 000 USD |
| 2º | 2 500 USD |
| 3º | 2 000 USD |
| 4º | 1 500 USD |
| 5º | 1 000 USD |
| 6º | 3 000 USD |